# Trường Đại học Nông Lâm, Đại học Thái Nguyên
Trường Đại học Nông Lâm là một trường đại học kỹ thuật thành viên của Đại học Thái Nguyên, đào tạo bậc đại học và sau đại học các ngành thuộc lĩnh vực nông nghiệp, lâm nghiệp, quản lý tài nguyên, môi trường và phát triển nông thôn cho cả nước đặc biệt là các tỉnh miền núi phía bắc Việt Nam. Từ ngày thành lập đến nay, nhà trường đã không ngừng phát triển, trưởng thành và khẳng định được vị trí trọng điểm số một, thực hiện nhiệm vụ cung cấp nguồn nhân lực có trình độ cao về lĩnh vực nông, lâm nghiệp cho khu vực. Ngày đầu thành lập, Nhà trường mới chỉ đào tạo đại học cho 2 ngành, đến nay đã có 20 chuyên ngành đại học, 7 chuyên ngành đào tạo thạc sĩ và 7 chuyên ngành đào tạo tiến sĩ. Tính đến năm 2014, Trường đã đào tạo cho đất nước hơn 27000 kỹ sư, hàng nghìn thạc sĩ, hơn 30 tiến sĩ và nhiều cán bộ
trình độ cao đẳng, trung cấp và kỹ thuật viên ngành Nông lâm nghiệp, Tài nguyên và môi trường, phát triển nông thôn, trong đó 50% là con em các dân tộc thiểu số
và người sống ở vùng sâu vùng xa khu vực miền núi.
Theo số liệu điều tra, có tới 70% cán bộ quản lý, cán bộ kỹ thuật trong lĩnh vực nông lâm nghiệp đang làm việc ở
các tỉnh miền núi phía Bắc được đào tạo từ Trường ĐHNLTN, nhiều người giữ chức vụ quan trọng Ủy viên Trung ương Đảng, Bí thư tỉnh uỷ, Chủ tịch UBND cấp tỉnh, huyện... Hiện tại có 395 cựu sinh viên do
trường đào tạo đang giữ chức vụ chủ chốt cấp huyện trở lên, 43 đồng chí lãnh đạo cấp tỉnh, lãnh đạo cấp Bộ, Ngành và Trung ương, có 8 đồng chí là Ủy viên Ban chấp
hành Trung ương Đảng khóa XI, 2 đồng chí là Bộ trưởng.
Cơ sở vật chất của Nhà trường đảm bảo cho quy mô đào tạo. Từ năm 2008 Nhà trường bắt đầu triển khai đào tạo theo hệ thống tín chỉ (từ khóa 39). Chuyển đổi chương trình, thay đổi phương thức đào tạo, thay đổi hình thức thực hành, thực tập và thi cử, một mặt đáp ứng được nhu cầu  đào tạo của xã hội, mặt khác cũng tạo ra áp lực đối với đổi mới công tác giảng dạy và điều hành quản lý đào tạo.

## Sứ mạng, mục tiêu, định hướng phát triển
- Sứ mạng của Nhà trường "Đào tạo cán bộ có trình độ đại học và sau đại học, nghiên cứu và chuyển giao khoa học công nghệ về lĩnh vực nông lâm nghiệp, phát triển nông thôn, tài nguyên và môi trường, phục vụ phát triển kinh tế xã hội các tỉnh trung du, miền núi phía Bắc Việt Nam".
- Mục tiêu giáo dục của Nhà trường "Đào tạo đội ngũ cán bộ kỹ thuật nông lâm nghiệp trình độ cao có phẩm chất, đạo đức, có kiến thức và năng lực thực hành, có sức khỏe, đáp ứng yêu cầu phục vụ phát triển kinh tế xã hội các tỉnh trung du và miền núi phía Bắc Việt Nam".
- Định hướng phát triển của Nhà trường "Phấn đấu đến năm 2020 trở thành một trong những trung tâm hàng đầu của Việt Nam trong đào tạo, nghiên cứu và chuyển giao khoa học công nghệ về lĩnh vực nông nghiệp, lâm nghiệp, phát triển nông thôn, quản lý tài nguyên và môi trường,chủ động và nâng cao hiệu quả hội nhập quốc tế".

## Lịch sử
Trường Đại học Nông lâm – Đại học Thái Nguyên được thành lập ngày 19 tháng 9 năm 1970 theo Quyết định số 98/TTg của Thủ tướng Chính phủ. Tên của trường đã có nhiều thay đổi qua nhiều thời kỳ để phù hợp với nhiệm vụ và yêu cầu của thực tiễn: Trường Đại học Kĩ thuật miền núi (từ 9/1970 đến 01/1971); Trường Đại học Nông Lâm miền núi (từ 02/1971 đến 02/1972); Trường Đại học Nông nghiệp III (từ tháng 3/1972 đến tháng 3/1994). Ngày 4 tháng 4 năm 1994 Chính phủ ra nghị định 31/CP về việc thành lập Đại học Thái Nguyên, trường trở thành đơn vị thành viên của Đại học Thái Nguyên (ĐHTN) với tên thường gọi là Trường Đại học Nông Lâm Thái Nguyên. Trường Đại học Nông Lâm – ĐHTN là một trong những trường Đại học chuyên đào tạo kỹ sư, cử nhân, thạc sĩ và tiến sĩ về lĩnh vực nông nghiệp, lâm nghiệp, quản lý tài nguyên và môi trường, phát triển nông thôn của Việt Nam. Với bề dày kinh nghiệm hơn 40 năm xây dựng và trưởng thành, nhà trường đã từng bước vươn lên trở thành một trường Đại học Nông lâm nghiệp hàng đầu ở Việt Nam.

## Đội ngũ cán bộ
Trường Đại học Nông Lâm - Đại học Thái Nguyên được thành lập từ năm 1970. Qua hơn 40 năm xây dựng và phát triển, hiện nay Nhà trường có tổng số 518 CBVC, trong đó có 322 cán bộ giảng dạy (chiếm 62,2% trong tổng số CBVC của nhà trường), trong đó đội ngũ cán bộ giảng dạy có trình độ cao (Giáo sư, Phó giáo sư và Tiến sĩ) là 105 người chiếm 32,6 % trong tổng số CB giảng dạy của nhà trường. Số giảng viên có trình độ thạc sĩ là 196 người (trong đó có 67 người đang là nghiên cứu sinh). Ngoài lực lượng cán bộ giảng dạy cơ hữu của trường, Nhà trường còn có một lực lượng đông đảo cán bộ giảng dạy kiêm nhiệm và thỉnh giảng có trình độ cao hiện đang công tác tại các Viên nghiên cứu đóng trên địa bàn TP Hà Nội và khu vực Miền núi phía Bắc. Tỷ lệ cán bộ giảng dạy có trình độ cao của trường tương đương với các trường đẳng cấp quốc tế trong khu vực và là tốp trên của các trường đại học trong nước.

### Cơ sở vật chất
Trên tổng diện tích là 102,85 ha, đã xây dựng được 27.058 m² nhà các loại, trong đó có 22.118 m2 nhà kiên cố, 2.116 m2 nhà cấp 4 và 2.824 m² nhà tạm, 73 phòng học, 06 phòng máy tính, 04 phòng ngữ âm, đáp ứng đủ diện tích cho học tập của sinh viên.
Nhà trường có 33 phòng thí nghiệm, Viện khoa học sự sống, 02 trung tâm thực hành lâm nghiệp và nuôi trồng thủy sản với nhiều máy móc thiết bị hiện đại.
Thư viện điện tử được kết nối internet, có khả năng truy cập vào thư viện của các nguồn liệu nghiên cứu và học tập trong và ngoài nước.
Nhà trường đã xây dựng nhà thi đấu thể thao, 04 sân tennis, 04 sân bóng đá cỏ nhân tạo, 01 sân trượt patin, ngoài ra Nhà trường cũng đã quan tâm đến các hoạt động thể dục thể thao của sinh viên hơn với nhiều phòng tập thể hình, phòng tập thể dục thẩm mỹ dành cho sinh viên. Hiện Nhà trường đang xây dựng thêm 2 sân đá bóng đá cỏ nhân tạo và 01 bể bơi, sân bóng rổ, bóng chuyền phục vụ cho nhu cầu vui chơi, giải trí ngoài giờ của sinh viên.
Ký túc xá với 06 nhà 5 tầng, 03 nhà 3 tầng, 16 nhà 1 tầng với các trang thiết bị hiện đại đảm bảo đảm bảo cho cuộc sống hàng ngày của sinh viên.

## Chương trình đào tạo
Trường Đại học Nông Lâm – ĐHTN hiện đang đào tạo bậc đại học (đại học chính quy, đại học phi chính quy và liên thông) và sau đại học (cao học và nghiên cứu sinh).
Đại học chính quy Chương trình đại học chính quy hiện nay của Trường tuyển sinh hằng năm 2.000 chỉ tiêu theo hình thức tuyển sinh của Bộ Giáo dục và Đào tạo. Các ngành thi tuyển theo Khối A (Toán, Vật Lý, Hóa Học), Khối A1 (Toán, Vật Lý, Anh Văn), D1 (Toán, Anh văn, Văn) và B (Toán, Hóa học, Sinh học). Quy mô sinh viên đại học hệ chính quy biến động từ 7-8 nghìn.
Chương trình tiên tiến 
Chương trình tiên tiến ngành Khoa học và quản lý môi trường - Trường Đại học Nông Lâm – ĐHTN mới được triển khai từ năm 2010. Đào tạo cử nhân chuyên ngành Khoa học và quản lý môi trường, đáp ứng tốt nhu cầu của xã hội trong lĩnh vực quản lý, bảo vệ môi trường và các lĩnh vực có liên quan ở Việt Nam và có khả năng làm việc trong môi trường quốc tế. 
- Ứng viên mang quốc tịch Việt Nam: Trúng tuyển khối A, B, D1 vào Trường Đại học Nông Lâm Thái Nguyên và các trường đại học khác (tuyển sinh toàn quốc), có chứng chỉ TOEFL tối thiểu 450 điểm hoặc tương đương, và có nguyện vọng học Chương trình tiên tiến; ứng viên chưa đủ điểm tiếng Anh sẽ được bồi dưỡng đạt chuẩn tiếng Anh đầu vào trước khi vào học chính khóa.
- Ứng viên quốc tế: Tốt nghiệp phổ thông trung học hoặc tương đương, xét tuyển dựa trên kết quả học tập Phổ thông trung học và có trình độ tiếng Anh theo yêu cầu.

### Đại học phi chính quy
Trung tâm đào tạo theo nhu cầu xã hội là đơn vị trực thuộc trường Đại học Nông Lâm. Trung tâm có chức năng: Tham mưu, tư vấn cho Ban giám hiệu, tổ chức xây dựng kế hoạch và triển khai thực hiện công tác tư vấn, tạo nguồn tuyển sinh, quản lý các chương trình đào tạo phi chính quy của trường.
Hiện nay, trung tâm liên kết với 24 cơ sở đào tạo ở 17 tỉnh. Quy mô sinh viên hệ phi chính quy biến động từ 5-6 nghìn.

### Sau đại học
Hiện nay trường có 7 chuyên ngành đào tạo trình độ thạc sĩ và 7 chuyên ngành đào tạo trình độ tiến sĩ. Quy mô học viên cao học và nghiên cứu sinh biến động từ 900-1000. Nhà trường chủ trương đẩy mạnh liên kết đào tạo với nước ngoài trong đào tạo đại học và sau đại học.

### Chương trình đào tạo có liên kết với nước ngoài
Trường có các chương trình đào tạo đại học và sau đại học liên kết với các trường nước ngoài.
Thực hiện các chương trình Liên kết Đào tạo Quốc tế là một trong những nhiệm vụ quan trọng của Nhà trường. Đến nay Nhà trường đã hợp tác với nhiều trường đại học đối tác uy tín để triển khai các chương trình liên kết đào tạo quốc tế bậc đại học và sau đại học, cụ thể như:
- Cử nhân Quản trị Kinh doanh
- Cử nhân tiếng Việt
- Thạc sĩ tiếng Việt
- Thạc sĩ Quản trị Kinh doanh
- Thạc sĩ Khoa học Môi trường
- Thạc sĩ tiếng Anh
- Tiến sĩ tiếng Anh
- Tiến sĩ Quản trị Kinh doanh
- Thạc sĩ Quản lý Giáo dục
- Tiến sĩ Quản lý Giáo dục
Tham gia giảng dạy chương trình Liên kết Đào tạo Quốc tế là đội ngũ giáo viên giàu kinh nghiệm đến từ các trường đối tác trong nước và quốc tế đã mang đến cho người học cơ hội học tập, giao lưu và đặc biệt là khả năng sử dụng ngoại ngữ (tiếng Anh) thành thạo. Quy mô sinh viên, học viên và nghiên cứu sinh các chương trình liên kết đào tạo quốc tế biến động từ 900-1000.

### Nghiên cứu khoa học và quan hệ quốc tế
Trường có nhiều mối quan hệ hợp tác với các trường đại học, viện nghiên cứu trong nước và nước ngoài. Đối với nước ngoài, hiện nay trường đã có mối quan hệ hợp tác với nhiều trường đại học và viện nghiên cứu.
Trường là một trong những trường đi đầu về nghiên cứu khoa học và chuyển giao công nghệ. Trong năm 2012, hoạt động chuyển giao KHCN với các địa phương đã thực hiện đạt tổng kinh phí hơn 40 tỷ đồng.

## Các khoa và viện
Trường hiện có 7 khoa chuyên môn và 1 khoa cơ bản.

### Khoa Nông học
Khoa Nông học được thành lập năm 1970. Khoa Nông học đào tạo bậc đại học với 3 chuyên ngành là Khoa học cây trồng (Trồng trọt), Công nghệ rau hoa quả và cảnh quan, Hoa viên cây cảnh; đào tạo thạc sĩ và tiến sĩ với ngành Khoa học cây trồng. Hiện tại khoa có 44 giảng viên cơ hữu. Trong đó có 01 giáo sư, 04 phó giáo sư, 17 tiến sĩ, 13 thạc sĩ, 04 đại học được tổ chức thành 05 bộ môn.

### Khoa Chăn nuôi - thú y
Khoa Chăn nuôi Thú y được thành lập cùng với năm thành lập trường năm 1970.
Khoa đào tạo bậc đại học với 3 chuyên ngành: Chăn nuôi Thú y, Thú y, Nuôi trồng Thủy sản.; đào tạo bậc thạc sĩ với 2 chuyên ngành: chăn nuôi và Thú y, đào tạo bậc tiến sĩ với 4 chuyên ngành: Chăn nuôi động vật, Dinh dưỡng và thức ăn chăn nuôi, Ký sinh trùng học thú y và Vi sinh vật học thú ý.
Hiện nay khoa có 68 cán bộ giảng viên, Có 03 giáo sư, 08 phó giáo sư, 28 tiến sĩ, 25 thạc sĩ. Biên chế thành 05 bộ môn.

### Khoa Lâm nghiệp
Khoa Lâm nghiệp được thành lập năm 1987. Khoa đào tạo ở các bậc đại học, 04 ngành là Lâm sinh, Nông lâm kết hợp, Quản lý tài nguyên rừng và Bảo tồn đa dạng tài nguyên thiên nhiên. Đào tạo bậc thạc sĩ và tiến sĩ ngành Kỹ thuật lâm sinh. Đội ngũ giảng viên của khoa là 36, trong đó có 02 phó giáo sư, 09 tiến sĩ, 24 thạc sĩ và 01 kỹ sư.

### Khoa Tài nguyên và môi trường
Khoa Tài nguyên và Môi trường được thành lập năm 2000. Khoa đào tạo 4 chuyên ngành đào tạo bậc đại học: Quản lý đất đai, Khoa học môi trường, Địa chính môi trường và Khoa học và quản lý môi trường (chường trình nhập khẩu từ trường Đại học California Davis - Hoa Kỳ - còn gọi là chương trình tiên tiến giảng dạy tất cả các môn học bằng tiếng Anh), 2 chuyên ngành bậc thạc sĩ là Quản lý đất đai và Khoa học Môi trường và 1 chuyên ngành bậc tiến sĩ là Quản lý đất đai. Hiện nay đội ngũ giảng viên của khoa gồm 01 giáo sư, 07 phó giáo sư, 17 tiến sĩ và 25 thạc sĩ.

### Khoa Kinh tế và phát triển nông thôn
Khoa Kinh tế và phát triển nông thôn tái thành lập lại năm 2004. Khoa đào tạo Chức năng là đào tạo bậc đại học 03 chuyên ngành là Kinh tế nông nghiệp, Phát triển nông thôn và Khuyến nông; bậc thạc sĩ 1 chuyên ngành là Phát triển nông thôn.
Đội ngũ giảng viên của khoa có 03 phó giáo sư, 02 tiến sĩ, 26 thạc sĩ, 08 kỹ sư. Đào tạo.

### Khoa Công nghệ sinh học và công nghệ thực phẩm
Khoa công nghệ sinh học được thành lập năm 2008. Khoa đào tạo bậc đại học với 3 chuyên ngành là Công nghệ sinh học, Công nghệ thực phẩm và Đảm bảo chất lượng và an toàn thực phẩm... Hiện tại đội ngũ giảng viên của khoa có 02 phó giáo sư, 02 tiến sĩ, 20 thạc sĩ.

### Khoa Khoa học cơ bản
Khoa Khoa học Cơ bản của Trường ĐH Nông lâm Thái Nguyên chính thức được tái thành lập năm 2006. Khoa thực hiện nhiệm vụ giảng dạy 8 phân môn: Toán, Lý, Hóa, Sinh, Lý luận chính trị, Xã hội học, Tiếng Việt và Giáo dục Thể chất. Số cán bộ, giảng viên trong Khoa đã lên tới 39 người. Trong đó có: 2 tiến sĩ, 28 thạc sĩ và 9 cử nhân.

### Viện khoa học sự sống
Viện Khoa học Sự sống là đơn vị nghiên cứu của Đại học Thái Nguyên được thành lập theo Quyết định số 852/QĐ- TCCB do Giám đốc Đại học Thái Nguyên ký ngày 30 tháng 9 năm 2008 trên cơ sở Phòng Thí nghiệm Trung tâm của Trường Đại học Nông Lâm. Viện được Đại học Thái Nguyên phân cấp cho Trường Đại học Nông Lâm quản lý toàn diện.
Về cơ cấu tổ chức, Viện có 2 phòng chức năng (Phòng Tổng hợp và Phòng Khoa học - Đào tạo) và 5 bộ môn (Bộ môn Hóa sinh, Công nghệ tế bào, Sinh học phân tử và công nghệ gene, Công nghệ vi sinh và Sinh thái môi trường). Trong đó có một phòng thử nghiệm được chỉ định của Bộ NN&PTNT thuộc hệ thống các phòng thử nghiệm kiểm tra đánh giá chất lượng nông sản thực phẩm và thức ăn chăn nuôi. Hiện tại, Viện đang xây dựng một phòng Phân tích Hóa học đạt tiêu chuẩn VILAS/IOS 17025:2005. Là một đơn vị được đầu tư, tập hợp các trang thiết bị nghiên cứu khoa học hiện đại. Viện Khoa học sự sống có một cơ sở vật chất trang thiết bị khá hiện đại và đồng bộ của khu vực Trung du và miền núi phía Bắc.

### Trung tâm trực thuộc
Nhà trường có 8 Trung tâm: 
1. Trung tâm Thực hành - thực nghiệm;
2. Trung tâm Ngoại ngữ và tin học ứng dụng;
3. Trung tâm Phát triển Lâm nghiệp miền núi;
4. Trung tâm Tài nguyên & Môi trường miền núi;
5. Trung tâm Liên kết ĐTQT & Tư vấn du học;
6. Trung tâm nghiên cứu phát triển lâm nghiệp miền núi phía Bắc;
7. Trung tâm nghiên cứu cây trồng ôn đới miền núi phía Bắc.
8. Trung tâm Đào tạo theo nhu cầu xã hội

### Phòng chức năng
Nhà trường hiện có 8 phòng chức năng: 
1. Phòng Đào tạo;
2. Phòng Hành chính - Tổ chức;
3. Phòng Công tác - HSSV;
4. Phòng Thanh tra-Pháp chế, 5) Phòng Khoa học công nghệ & QHQT;
5. Phòng Quản trị - Phục vụ;
6. Phòng Kế hoạch - tài chính;
7. Phòng Khảo thí & ĐBCLGD

## Thành tích đạt được
Với những thành tích to lớn, rất đáng tự hào mà các thế hệ cán bộ viên chức và sinh viên Nhà trường đã đạt được, Trường Đại học Nông Lâm đã được Đảng và Nhà nước ghi nhận, tặng thưởng nhiều danh hiệu cao quý: Huân chương Lao động hạng ba (1981), Huân chương Lao động hạng hai (1985), Huân chương Lao động hạng nhất (1995), Huân chương Độc lập hạng ba (2005), Danh hiệu Anh hùng lao động thời kỳ đổi mới (2013) và nhiều phần thưởng cao quý khác. Nhiều cán bộ của trường đã được phong tặng các danh hiệu cao quý: Anh hùng lao động, Nhà giáo nhân dân, Nhà giáo ưu tú...

## Những đóng góp về phát triển nguồn lực chất lượng cao
Theo số liệu điều tra, có tới 70%
cán bộ quản lý, cán bộ kỹ thuật trong lĩnh vực nông lâm nghiệp đang làm việc ở
các tỉnh miền núi phía Bắc được đào tạo từ Trường ĐHNLTN, nhiều người giữ chức vụ quan trọng Ủy viên Trung ương Đảng,
Bí thư tỉnh uỷ, Chủ tịch UBND cấp tỉnh, huyện... Hiện tại có 395 cựu sinh viên do
trường đào tạo đang giữ chức vụ chủ chốt cấp huyện trở lên, 43 đồng chí lãnh đạo
cấp tỉnh, lãnh đạo cấp Bộ, Ngành và Trung ương, có 8 đồng chí là Ủy viên Ban chấp
hành Trung ương Đảng khóa XI, 2 đồng chí là Bộ trưởng.
1. Đỗ Văn Chiến, Ủy viên Bộ Chính trị khóa XIII, Bí thư Trung ương Đảng khóa XIII, Bí thư Đảng đoàn, Chủ tịch Ủy ban Trung ương Mặt trận Tổ quốc Việt Nam, ông là cựu sinh viên khoá 13 của Nhà trường.
2. Hầu A Lềnh, Ủy viên Ban Chấp hành Trung ương Đảng Cộng sản Việt Nam khóa XIII, Bí thư Ban Cán sự Đảng Ủy ban Dân tộc, Bộ trưởng, Chủ nhiệm Ủy ban Dân tộc, ông là cựu sinh viên khoá 32 của Nhà trường.